# Johanna Müller (Judoka)
Johanna Müller (* 9. Januar 1990) ist eine deutsche Judoka, die in der Gewichtsklasse bis 57 kg antrat.
Müller begann im Alter von sechs Jahren mit dem Judosport. Der größte Erfolg in ihrer Karriere war die Deutsche Meisterschaft 2012. 2013 und 2015 konnte sie jeweils den zweiten Platz bei den Deutschen Meisterschaften belegen. International konnte Müller drei Europacups gewinnen: Prag 2012, Borås 2012 und Málaga 2014. Zudem erreichte sie den ersten Platz beim World Cup (European Open) 2012 in Tallinn.
2015 gingen die Medaillenhoffnungen Müllers zunächst nicht in Erfüllung. Beim World Cup in Prag konnte sie zwar drei Kämpfe vorzeitig für sich entscheiden, aber im Halbfinale unterlag sie gegen die Bulgarin Ivelina Ilieva und erreichte somit nur den fünften Platz. Auch beim Grand Prix in Samsun verfehlte Müller eine Medaille nur knapp, als sie im Kampf um Platz 3 eine kleine Wertung nicht aufholen konnte. Bronze gab es dann jedoch beim Grand Prix in Zagreb, als Müller im "kleinen Finale" Corina Caprioriu aus Rumänien, Silbermedaillengewinnerin der Olympischen Spiele von London, mit einer Yuko-Wertung bezwingen konnte. Beim European Judo Open in Minsk fehlte dann nicht viel zur Goldmedaille, Müller musste sich erst im Finale geschlagen geben.
Seit 2010 gehörte Johanna Müller der Bundesligamannschaft des Judo-Sportvereins Speyer 1959 e. V. an. 2021 beendete Müller ihre aktive Judo-Karriere.
Müller studierte an der Deutschen Sporthochschule Köln das Fach Sport und Gesundheit in Prävention und Therapie.